# Ramdurg
Ramdurg fou un estat tributari protegit a l'agència dels Estats Marathes Meridionals i després agència de Kolhapur i dels Estats Marathes del Sud. La superfície era de 438 km² i la població el 1901 era de 37.848 habitants en dues ciutats i municipalitats, de les quals la principal era Ramdurg (9.452 habitants), que era la capital, i 37 pobles. El 95% dels habitants eren hindús i el 5% musulmans. El 1931 la població era de 35.401 habitants. El territori era pla rodejat per muntanyes baixes amb alguna de més important. El riu principal era el Malprabha.
Les fortaleses de Nargund i Ramdurg, dos forts destacats del país canarès, foren ocupades pels marathes al segle XVII; amb el suport del peshwa al segle XVIII, un cap maratha de la família Bhave o Bhau fou instal·lat com a governador hereditari de les dues. El seu estat aportava un contingent de 350 cavallers el 1753; així va seguir fins al 1778 quan el país fou dominat per Haidar Ali. El 1794 el seu fill i successor Tipu Sultan va fer noves exigències al senyor local que s'hi va oposar i la fortalesa de Ramdurg fou assetjada. Després d'un setge de set mesos, Venkat Rao de Nargund va capitular i contra l'establert al pact de capitulació fou portat presoner a Mysore junt amb la seva família. A la caiguda de Seringapatam i la mort de Tipu Sultan, Ventak Rao fou alliberat i el peshwa el va restaurar com a senyor de Nargund i va donar Ramdurg al seu parent Sachiv Ram Rao. Les dues branques de la família van continuar governant cada una el seu estat fins al 1810 quan el peshwa va fer una nova divisió donant els dos estats a Venkat Rao i Narayan Rao que eren fills de Ram Rao. A la caiguda del peshwa el 1818 la situació no es va modificar però més tard Nargund va passar als britànics per la doctrina del lapse i fou inclòs a la taluka Navalgund del districte de Dharwar. El 1881 el sobirà era un menor i l'estat estava sota control dels britànics. El 30 d'abril de 1907 va pujar al tron de Ramdurg Meherban raja Shri Ram Rao Venkat Rao Saheb Bhave (nascut el 1896) que fou el darrer sobirà sent declarat major d'edat el 1915.
Els sobirans eren bramans konkanasth Brahman, i eren considerats sardur de primera classe al País Maratha del Sud. Van rebre sanad autoritzant l'adopció el 1862 i segueixen la regla de primogenitura. El 1904 disposaven d'una policia de 80 homes. El 1883 encara disposava d'una força militar de 547 homes.